# 石川県道255号長浦中島線
石川県道255号長浦中島線（いしかわけんどう255ごう ながうらなかじません）とは、石川県七尾市にある一般県道（石川県道）である。

## 概要
- 起点：石川県七尾市中島町長浦9部10番2地先（＝石川県道256号長浦小牧線交点）
- 終点：石川県七尾市中島町浜田ナ3番地1地先（＝石川県道23号富来中島線交点）

石川県道256号長浦小牧線とともに、七尾市中島地区の東部の半島部を、七尾湾に沿っている。すれ違いが困難な区間が存在しているが、随所に待避所が設置されている。中島町瀬嵐地区の西端で道なりに直進すると、七尾西湾周回道路となって、国道249号と一度も交わることなく、七尾市田鶴浜地区・和倉温泉へ至ることが出来る。中島町中島は中島地区の中心部を形成する集落の1つで、主要施設が集中している。熊木川に架かる中島橋南詰が終点。

## 歴史
- 1973年（昭和48年）3月31日：路線認定。

## 接続道路
- 石川県道256号長浦小牧線（七尾市中島町長浦：起点）
- 七尾西湾周回道路（七尾市中島町瀬嵐）
- 国道249号（七尾市中島町中島）
- 石川県道23号富来中島線（中島橋南詰、七尾市中島町浜田：終点）